# メカゴジラ
メカゴジラ (MechaGodzilla) は、映画「ゴジラシリーズ」に登場する架空のロボット怪獣。
文字どおりゴジラを模したロボットであり、モゲラと並んで東宝特撮のロボット怪獣の代表格に数えられる。

## 概要
登場作品によって設定は異なるものの、「ゴジラに似せた姿を持ち、ゴジラを倒すことを目的として製作されたロボット」という共通点を持つ。全身に多数の武装を備えているのも特徴である。昭和シリーズでは宇宙人の侵略兵器として登場したが、平成VSシリーズ以降は人類による対ゴジラ兵器として登場するものがほとんどであり、人類が科学の禁忌を犯した象徴ともなっている。
デザインは、登場作品製作当時のロボットや機械に対するイメージが反映されたものとなっている。カラーリングはどの登場作品でも銀を基調としており、それに青や黒、金などの系統の細かな差し色が添えられたものとなっている。
玩具は、初登場作品『ゴジラ対メカゴジラ』（1974年）の劇場公開後に発売されたブルマァクの亜鉛合金人形「ジンクロン」や、ソフビ人形などのキャラクター商品の売り上げが好調であった。
平成VSシリーズ版の検討デザインや3式機龍のデザインを手掛けた西川伸司は、メカゴジラは単にゴジラと似せた「メカのゴジラ」ではなく、「メカゴジラ」というゴジラとは別のキャラクターであると評しており、単純にゴジラの形を機械に置き換えただけでは成立しないと述べている。
平成VSシリーズやミレニアムシリーズのプロデューサーを務めた富山省吾は、メカゴジラはシリーズの節目に登場していることから、時代ごとのゴジラシリーズの帰結であり、メインストリームであると評している。

## 登場作品
公開順。
- ゴジラ対メカゴジラ（1974年）
- メカゴジラの逆襲（1975年）
- ゴジラvsメカゴジラ（1993年）
- ゴジラ×メカゴジラ（2002年）
- ゴジラ×モスラ×メカゴジラ 東京SOS（2003年）
- GODZILLA 怪獣惑星（2017年）
- レディ・プレイヤー1（2018年）
- GODZILLA 決戦機動増殖都市（2018年）
- ゴジラvsコング（2021年）

上記映画のほか、テレビ特撮番組『ゴジラアイランド』（1997年）、パチンコ『CRゴジラ3』、パチスロ『ゴジラ・パチスロウォーズ』にも登場する。

## 『ゲームウォーズ』/『レディ・プレイヤー1』のメカゴジラ
小説『ゲームウォーズ』（映画『レディ・プレイヤー1』）の後半クライマックスに登場。ネットワークビジネスを主体とする多国籍企業IOIの幹部ノーラン・ソレントがVRオンラインゲーム『オアシス』内で入手したアイテムであり、オアシスの覇権を握る「アノラックゲーム」の最終ステージにおいて主人公のウェイド（パーシヴァル）たちを迎撃するために使用した。
小説では3式機龍がそのまま登場。最終ステージに巨大ロボットで突入してきた主人公とその仲間たちを迎撃し、サマンサ（アルテミス）の乗るミネルバX、アキヒデ（ショウトウ）が乗るライディーンを破壊し、アブソリュート・ゼロによる攻撃でウェイドが乗るレオパルドンの頭部以外を破壊して窮地に追い込むが、間一髪でウェイドが変身したウルトラマンの八つ裂き光輪とスペシウム光線を受けて大破した。
映画では『ゴジラvsメカゴジラ』の生頼範義版ポスターのデザインがほぼそのまま流用されて登場。ウェイドおよび彼の演説に共感して最終ステージ「惑星ドゥーム」へ攻め込んできた多数のプレイヤーを迎撃するために召喚され、ヘレン（H）の駆るアイアン・ジャイアントの攻撃を意に介せず、格闘能力と口から吐く放射火炎で圧倒したうえ、ウェイドが運転するデロリアンを尻尾で大破させるものの、トシロウ（ダイトウ）が変身したRX-78-2 ガンダムの妨害を受ける。ガンダムの素早い動きに翻弄され、ビームサーベルを突き刺されるなど大苦戦するが、時間切れで変身解除されたトシロウを放射火炎でゲームオーバーに追いやる。その後はフィンガーミサイルでウェイドたちを狙うが、その隙に接近したサマンサのパルスライフルでコクピットの風防（目）を破壊され、そこに手榴弾を投げ込まれたことによる爆発で頭部が吹き飛び、大破した。それと同時にソレントもゲームオーバーになったが、彼自身はバックアップ用のキャラクターで即座に復帰している。
- 映画でのフィンガーミサイル発射のモーションは、昭和版メカゴジラに近い。登場時のBGMには、伊福部昭作曲の「ゴジラのテーマ」（スタッフロールでの曲名は「ゴジラ・タイトル」）が用いられている。

## 『GODZILLA』（アニメーション3部作）のメカゴジラ
第1章『GODZILLA 怪獣惑星』、第2章『GODZILLA 決戦機動増殖都市』、および本編の前日譚にあたる小説『GODZILLA プロジェクト・メカゴジラ』に登場。
人類が異星種族ビルサルドの技術提供を受けてひそかに開発した、ビルサルドの科学力によって生み出された自律思考金属体「ナノメタル」で構成された対ゴジラ用決戦兵器。正式名称は「対ゴジラ超重質量ナノメタル製決戦兵器：メカゴジラ」。略称は「メカゴジラ」あるいは「MG」。
ビルサルドの科学技術の総力がつぎ込まれており、建造には3万トン以上の超重質量ナノメタルが使用されている。動力源はナノメタル粒子間連結組成による発電細胞用機関で、体内大量生成から高出力で発電した電力を常時大量蓄電し、行動用電力を随時放出する。制御はゴジラの電磁場による通信障害をA39ビルサルド方式電磁シールド技術で軽減、そのうえで散布ナノメタル粒子によるネットワークを形成し、内部AIから中央制御システムまでの半径50キロメートル圏内での常時接続を保証している。武装はナノメタルの自在変形機能を最大限活用したもので、ナノメタルの自在変形、自己修復・増殖機能により、破損部位の多くは瞬時復旧が可能。
西暦2042年、拡大するゴジラの暴威に鑑み、恒星間移民船の建造を除く人類のすべてのリソースが注ぎ込まれる形で決行された「プロジェクト・メカゴジラ」により、当時世界で最も優れた工業生産力を維持していた極東自治区（旧・日本）の富士山麓にて建造が開始される。富士山麓宝永第一火口縁南方2キロメートル地点の地下200メートルに築かれた「地球連合軍・戦略技術研究所・ナノメタル研究センター併設メカゴジラ開発プラント」（通称：メカゴジラ建造工場）にて、専用の100GW級ビルサルディア型（ΩIII型磁場閉込方式）熱核融合炉4基からの大電力供給を受けて地下ナノメタル生成棟・MG組立棟・AI製造棟を稼働させ、計736名の人員によって進められた。ゴジラを地上に押し留める「オペレーション・ロングマーチ」およびゴジラを地中深くに閉じ込める「オペレーション・グレートウォール」の間に機体そのものは完成するが、2046年3月の「富士裾野決戦」で何らかの理由から起動に失敗し、ゴジラに遠州灘から熱線で工場を狙撃されて長期間遺棄される。
しかし、打ち捨てられたナノメタルは、メカゴジラ頭部ユニットの人工知能から発せられる指示に従い機能を停止することなく自己増殖を続け、2万年かけて工場周囲を侵食して直径14キロメートルの「メカゴジラシティ」を形成するに至った。
なお、喪失前の時点では「人類最後の希望」として一般にも公表されており、映画監督エガートン・オーバリーの手で5作品の政府広報映画が制作、公開されている。

### メカゴジラシティ
- 推定範囲の直径：14 km

ゴジラに破壊されたメカゴジラの唯一残っていた頭部メインユニットが、制御されないまま2万年を費やして自己増殖させたナノメタルを使い、制御システムをビルサルドが再構築していた武装迎撃システムである建造プラントとしての機能を発揮する巨大都市のような構造物。略称は「MG-City」。当時の自身の建造が行われた開発プラントを模した外観および内部構造を持つが、壁面から床に至るまでのすべてがナノメタルで構成されている。打ち捨てられた工場を起点とし、富士山麓のメカゴジラ建造工場跡地を中心に北西へ直径14キロメートルほどの範囲に広がっており、地下にはナノメタル鉱脈が繋がっている。メカゴジラのメモリに残るかつてのメカゴジラ本体と開発プラントのパーツを当てはめての増築を繰り返しているため、メカゴジラの腕部分のパーツが廊下の壁になっている。ゴジラの目から逃れるためにナノメタル表面からガスを発散させて一種の熱光学迷彩となる雲を上空に展開すると同時に、「ゴジラを倒せ」という指示に従って施設に近づいたセルヴァムなどのG細胞生物をナノメタルを使ったトラップで排除し続けていた。
ナノメタルは有機生命体にも侵食効果を及ぼすため、セルヴァムの死体を侵食してG細胞に含まれる金属粒子を構造物の素材として増殖に利用している。特別な指示がない限り生きた人型生物のことを襲うことはないが、生体反応が消失した時点で侵食が始まるため、内部には2万年前に逃げ遅れてナノメタルに取り込まれた人間たちの遺体が数多く残されている。さらには、施設内にいる人間を生きたままナノメタルを介して取り込むことにより、人間自身をシティそのものと一体化させる機能も有している。環境維持コマンドは生存しているため、シティ内の大気の素性は2万年前とほとんど変わらないが、ナノメタルとの親和性が悪いフツア族はシティ内部に立ち入ろうとせず、彼らの鱗粉で治療された者も長時間シティに滞在していると体調を崩す。
マイナとミアナから施設の存在を知らされたハルオらが辿り着いた後は、人工知能ユニットにアクセスして旧格納庫にコントロールユニットを復元すると、ガルグが全体をクラスター制御してコントロールを管轄し、対ゴジラ・アース用の戦闘要塞として作り変えられた。必要な施設や設備はナノメタルの自己生成能力を応用して外部と内部のあらゆる箇所に自在に製造、設置することが可能になっており、以前にゴジラ・フィリウスを倒した「対ゴジラ戦術」をさらに拡大させた戦略に則ってシティ前方に大規模なトラップフィールドを敷設しつつ外装もゴジラ迎撃用の改良型レールガン砲台で武装し、そして誘導役となるパワードスーツを元にした有人機動兵器「ヴァルチャー」の開発も進められた。さらには、ナノメタルの粒子をシティ周辺に散布することによってゴジラの熱線を拡散反射する特殊な力場を形成し、シティ全体を守ることもできる。
ナノメタルの運用はすべてビルサルドが担当し、地球人とエクシフは周辺警備と兵站管理を受け持つことになり、人間の限界を超えた能力を発揮するための合理的判断から、ビルサルド兵士は順次ナノメタルの侵食を受け入れてシティの回線に融合し、ニューラルプロセッサーとしてコントロールユニットの支援を行う。ゴジラ・アースのシティへの接近が予期された際にはハルオ、ユウコ、ベルベらがヴァルチャーに乗り込んでゴジラを誘導して地下のトラップフィールドに追い込み、液状化させたナノメタルをゴジラの足元に流し込んでその動きを止めた後、EMPハープーンをゴジラ・フィリウスの弱点であった背中に打ち込むという作戦が取られた。シティと同化したビルサルド有志の意思で熱光学迷彩の生成が停止されたことからゴジラ・アースに発見され、作戦通りにシティ内部へ引き込んで拘束してプローブを打ち込むことに成功するが、ゴジラは重力振動を用いての全身赤熱化でプローブを融解して無力化したうえ、放出した高熱波でシティそのものを滅却しようとする。これに対し、ガルグとベルベはヴァルチャーそのものを特攻兵器にしてゴジラへの攻撃続行を強行し、そのためにユウコやハルオを半ば強引にナノメタルで改造しようと志願していない地球人までもナノメタルで侵食を開始する。だが、ビルサルドの思想を拒絶したハルオがコントロールセンターを破壊したことによってシティ全体が沈黙した直後、体表電磁波を復活させたゴジラ・アースの熱線の乱射を浴びて大爆発を起こし、一連の攻撃による超高熱でナノメタルの組成が崩壊して再生不能となる。

### 武装（アニメ映画）
ビルサルド製量子コンピュータ「ザル・ジ1型改」とゲマトロン演算アルゴリズム応用AI「デインデ」での対ゴジラ戦におけるシミュレーション結果が元となっており、いずれも想定戦術が設定されている。
収束中性子砲
頭部ナノプレートを変形させた特殊砲身と発生装置で構成される荷電粒子砲。中性子透過力を利用して対象の外殻を貫通し、体内組織を融解させる。想定で5キロメートル以上離れた地点からゴジラ・アースへの攻撃と反撃を防止し、迅速な接近運動を補助する。
ブレードランチャー
背部ブレードを電磁カタパルトで射出し、誘導操縦飛行させて対象を切り裂く質量弾体攻撃。3キロメートル地点での弾幕による撹乱が目的。
ハイパーランス
前方両腕部を高速伸長し、急速粒子圧縮で硬質化させることで生成するランス状対象打突・貫通攻撃。最大伸長は500メートル。対象貫通後は、ナノメタル粒子充填・侵食を行う。ナノメタル最大硬質化時のモース硬度およびビッカーズ硬度については共にダイヤモンドの約10倍に到達。想定では1キロメートル地点で跳躍した後にゴジラ・アース上空で起動し、全体重を加重させたハイパーランスチャージ攻撃で体表組織を貫通後、先端部から体内深層部へのナノメタル侵食により組織構造を瞬時分析、ゴジラ・アースの機能停止を実施する。
テイルブロー
尾部全体を鞭状運動させた切断攻撃。上体捻り運動による尾部先端速度の超音速化、プラズマブースターによる運動方向への追加加速、尾部形状の刃形状変形、ヒレ状ブレードの高速往復運動などの複合効果で、切断および衝撃波粉砕を行う。
ナノメタル粒子散布型熱エネルギー緩衝層
半径300メートルの周囲空間にナノメタル粒子を散布し、エネルギー兵器の拡散防御を行う。シミュレーション上では到達エネルギーの9割を拡散する。実体質量弾に対する防御も可能。
メカゴジラシティでも熱線の対策で展開された。
積層耐熱装甲板
メカゴジラ外殻部位各部の瞬時変形による防御手段。想定では5キロメートル地点への接近直後に胸部装甲を変形させ、熱エネルギー緩衝層との併用で熱線を防御する。
メカゴジラシティでもプラント表面に形成されるはずだったが、ゴジラ・アースの侵攻を受けて武装の配置を優先するために途中で建造が中止された。
流動化ナノメタル
メカゴジラシティ中心部の広場に設置された捕獲機構。ゴジラ・アースを誘導した後、足元へ充填して歩みを止める。
電磁速射砲
メカゴジラシティに配備された攻撃機構。砲単体での威力も以前の20倍以上に強化されている。砲台は前方3方向と両翼に10門ずつ配備され、ゴジラ・アースに対して前方からの一点射撃によるノイズ同調と、両翼からの背びれ破壊を行う。
EMPハープーン
メカゴジラシティに配備された攻撃機構。ゴジラ・アースの背びれを破壊した後、射出機から捕鯨用の銛に似たEMPプローブを背後から発射する。

### デザイン（アニメ映画）
監督の瀬下寛之によるラフスケッチをもとに、頭部をプロダクションデザイナーの田中直哉がCADで制作し、コンセプトアート担当の川田英治とプロダクションデザイナーのフェルナンド・パトゥリが打ち合わせしつつ全体像を作り上げた。
瀬下は「人間とコミュニケーションできそうにない」雰囲気ということで棘皮動物のウニなどをイメージし、「ビルサルドがゴジラをモチーフに新しいメカを作るとどうなるか」という考えから、目らしい目は存在せず、タックルするような前傾姿勢、背びれは戦士が斧を持っているような刺々しい突起のイメージ、脚部は攻撃的な印象を与えるために鳥や恐竜をモチーフに、ボディは「連続的」かつ「再帰的」で生きているナノメタル感を出している。頭部は5パーツほど、全身では約15パーツと少ないパターンでシルエットを形作り、プログラムエラーの発生を表現するためところどころにランダム性が盛り込まれている。
メカゴジラシティのイメージのスタートは「シャーレの中で増殖するカビや粘菌のような存在」で、山体崩壊した富士山の断面をシャーレに見立てているほか、プログラムが壊れたまま繰り返したハードウェアもイメージになり、街の全体像はカビがランダムに広がってシナプスのように伸びてコロニーを形成していく様子をモチーフにしている。プラントのデザインは「公害が多発し、技術とか経済発展が最優先だった時代の工場」をイメージしている。
なお、瀬下はインタビューにて、当初の構想では「メカゴジラシティが飛び立って巨大メカゴジラになる」「メカゴジラシティが最後に合体して、全高1キロメートルのメカゴジラになってますよ」というものもあったと発言している。

### 備考（アニメ映画）
小説刊行後の2018年に大樹連司と白土晴一が明かしたところによれば、『プロジェクト・メカゴジラ』はオーラルヒストリーの体裁上、極秘開発中であるメカゴジラのことについて触れづらくなるとの予想から、3式機龍のような形でガイガンとは別に試作メカゴジラを出してみてはとのアイデアもあったが、あまりしっくり来なかったことから、破壊に次ぐ破壊を経てメカ部分が増大した末にはメカゴジラそのものになるとのアイデアのもと、実際に戦っていたのは噂のメカゴジラではなくガイガンだったとの展開になったという。

## モンスター・ヴァースのメカゴジラ
『ゴジラvsコング』に登場。
巨大テクノロジー企業「エイペックス・サイバネティクス」が、設計製作した部品をアメリカ本社から地下のリニアトンネルを用いて香港支社へ搬入し、その地下のラボで建造したロボット怪獣。前作『ゴジラ キング・オブ・モンスターズ』でゴジラに噛みちぎられたギドラの左側の首の残骸から得られた頭蓋骨をベースとしたDNAコンピュータが搭載されており、香港支社の制御コンピュータに配線で接続されたエイペックス主任研究員の芹沢蓮がトランス状態となることによってコントロールされる。
武器はゴジラの放射熱線と同等の威力を誇る口部の大口径ビーム砲、両腕に10基、両脚に12基備えた展開式ミサイルランチャーといった火器のほか、背部ブースターからのジェット噴射と合わせて両拳にエネルギーを放出しながら打つロータークロウズ、拳と同じ関節構造の尾の先端を十字のドリル状に変形させたうえで高速回転させながら打つテイルドリルといった打撃により、遠近ともに対応できる。それらによる総合能力は、ゴジラとコングの両者をも凌駕する。一方、既存のエネルギーでは出力が40%ほどしか出せない問題を抱えているが、そうした出力が不完全な状態ですら、スカル・クローラーを模擬戦闘でたやすく殺害するほどの戦闘力を持つ。
先述したエネルギー問題を、マイア・シモンズから送信された地下空洞のエネルギーのサンプルデータを基に再現したエネルギーを用いることで解決し、完成する。折しも香港支社にゴジラが接近していたこともあり、リスク面の問題からもっと実験を重ねるべきとしてエネルギーの使用に慎重な蓮をエイペックス社長のウォルター・シモンズが押し切る形でエネルギーを充填して起動するが、暴走してシモンズを香港支社ごと殺害すると同時に蓮を感電死させると、コングとの激闘を制したゴジラに香港市街を破壊しながら襲いかかる。
コングとの戦いで疲弊したゴジラを終始圧倒して敗北寸前に追い詰めるが、ネイサンの機転からヒーヴの自爆によるショック療法で蘇生したコングが参戦し、2対1の状況となる。それでもなおゴジラとコングの両者を翻弄していたところ、制御コンピュータを調べていたジョシュ・ヴァレンタインがバーニー・ヘイズのウイスキーを取り上げ、制御コンピュータに降りかけてショートさせたことによって力を失い、形勢を逆転される。最後は、ゴジラの放射熱線で活性化した斧を振るったコングにより、両腕を切断されたうえで全身を切り刻まれて大破した末、頭部を引きちぎられて機能停止した。
- デザイナーは『レディ・プレイヤー1』のメカゴジラもデザインしたジャレッド・クリシェフスキーで、初代への敬意を払う一方、ゴジラに対抗できる強敵の怪獣をイメージして新たに設定した[24]。また、監督のアダム・ウィンガードによる「過去のどんなメカゴジラとも違う」「トランスフォーマーにしないように」との要求に対し、『ターミネーター』シリーズに登場するアンドロイド・T-800を参考に、爪が自在に動くというアイデア、指に丸ノコが仕込まれているというデザインを提案した[25]。
- 蓮役の小栗旬の出演シーンは大幅にカットされた（詳細はゴジラvsコング#キャスティングを参照）が、それについては彼も当初から半分くらいカットされたと思う旨を明かしているほか、完成後に初登場シーンも内容も変わっていったため、2020年1月に別のセットで追撮もした旨を明かしている[26]。

## 『ゴジラアイランド』のメカゴジラ
『ゴジラアイランド』には、1974年版と1993年版の両方がそれぞれ別々に登場している。1974年版は全身真っ黒のブラックメカゴジラとゴジラに化けたニセゴジラ、1993年版のものはゴジラアイランドに配備された兵器として登場。1993年版とブラックメカゴジラは劇中で対決している。造形物はいずれもバンダイのソフビ人形。

### Gガードのメカゴジラ
Gガードに配備された主力兵器。オートマチックで動くことができるが、司令官が操縦することもある。
ザグレスの初侵攻の際にいち早く実戦導入されるが、ヴァバルーダのビーム砲で撃墜される。武装は目から放つレーザーキャノンと口から放つメガバスター。普段は電子頭脳によって司令官の指示と自己の判断で行動する。メカキングギドラ戦で司令官が搭乗して以降、司令官が操縦することが多くなる。

### ニセゴジラ
X星人がゴジラの評判を落とすために送り込んだゴジラの偽者。外見はゴジラだが、本物のゴジラの熱線を腹に浴びた際、外皮が崩れてメカゴジラのボディが露出する。そして本物のゴジラと戦うものの、本物よりはるかに弱かったらしく、同じ個所に熱線を浴びせられて爆発する。
- 名称は関連書籍より[31][32]。
- ゴジラの姿での破壊描写は、『三大怪獣 地球最大の決戦』や『ゴジラ』（1984年版）から流用している[33]。

### ブラックメカゴジラ
全身真っ黒のメカゴジラ。ザグレスがゴジラとメカゴジラの戦闘データを研究し、下請けの業者に作らせたものだったが、不良品だったことから廃棄処分にされる。
暗黒大皇帝に解任を言い渡されたザグレスが搭乗し、トレマの乗るメカゴジラと対決するが、卑怯な戦法を使ったために連れ出され、プロトモゲラを奪ってゴジラを攻撃する。今度はトレマが操縦することになるが、不良品なので、すぐにエンストする。武装は目から放つスペースビーム、口から放つ黄色い熱線、鼻から放つデストファイヤー、指から放つフィンガー硬化弾（ミサイル）と、『ゴジラアイランド』に登場する怪獣の中ではもっとも多い武器数となっている。
- 初登場時に各部のアップが映される演出は、初代メカゴジラを踏襲している[27]。
- のちに雑誌『ハイパーホビー』の誌上限定版ソフビが限定発売された。

## 『ゴジラ・ジェネレーションズ・マキシマムインパクト』のメカゴジラ
ドリームキャスト用ゲーム『ゴジラ・ジェネレーションズ・マキシマムインパクト』には、G型高機動戦闘ロボット SMG-IIndが登場する。
国連G対策センターが対ゴジラ戦闘メカの次世代機として開発したG型高機動戦闘ロボットであり、その形状はスーパーメカゴジラに類似する。ふくらはぎの部分に高速ホバー駆動システムを搭載しており、地表を高速で滑走することが可能。しかし、その性能を発揮するためには乗員の安全性と判断速度が障害になると判明したため、人工知能「BH-3」によって制御される完全無人機としてロールアウトした。オープニング映像では、専用の輸送機によって長距離輸送されるシーンが描かれている。
武装は口腔部からなぎ払うように発射されるレーザーカッター、両肩に装備された2連メーサーキャノン、腕部に取り付けられた4連ガトリング砲状のプラズマ光弾、胸部から放射される大威力のプラズマキャノン、頭部を保護するバリアーも装備されている。また、両腕から発射されるワイヤークローで対象を捕縛し、ホバー駆動システムの出力を最大にしてジャイアントスイングの要領で振り回すワイヤークローアタックは、ゴジラの巨体すら投げ飛ばすことが可能。
- 武装
  - レーザーカッター：口部から発射されるレーザー砲。極限まで収束率を高めており、薙ぎ払う形で発射することで敵を切り裂く。
  - 2連メーサーキャノン：両肩部に装備された大出力メーサー光線砲。
  - プラズマ光弾：腕部の4連ガトリング砲状の装備から発射される光弾。核融合炉から瞬間的に取り出したプラズマをエネルギー弾として発射する。
  - プラズマキャノン：核融合炉からプラズマを連続で取り出し、腹部の砲口から発射するもの。強力な兵装だが、核融合炉の炉心の状態が不安定になるというデメリットが存在する。
  - ワイヤークローアタック：前腕部からワイヤークローを射出し、ホバー駆動システムの出力を最大にしてジャイアントスイングの要領で投げ飛ばす攻撃。ゴジラの巨体すら投げ飛ばすことが可能。

## パチンコ・パチスロ機
- 『CRゴジラ3』では、実写カットは『東京SOS』のスーツを使用。ただし、胸の武器はアブソリュート・ゼロとなっている。
- 『ゴジラ・パチスロウォーズ』の液晶演出で登場するのは、CRと同じく『東京SOS』のもの。胸の武器も同じくアブソリュート・ゼロとなっているが、三連メーサーも発射するため、実際の仕様は不明。劇中とは違い、自身で飛行する姿も見せる。

## その他の作品での登場
- テレビアニメ『ゴジラ S.P ＜シンギュラポイント＞』（2021年）では、最終話ラストシーンにゴジラの骨から建造されたロボゴジラが登場する[11]。
- 漫画『怪獣王ゴジラ』では、悪の科学者であるマッド鬼山がブラックホール第3惑星人のメカゴジラの電子頭脳を発見して再生・改造したとの設定で、超強力メカ怪獣 メカゴジラIIIが登場する。
- ゲーム『超ゴジラ』（1993年）では、Gフォースメカゴジラが登場するが、宇宙人によって利用されてゴジラと戦う。
- ゲーム『巨影都市』（2017年）では、3式機龍が「巨影」の1体として登場する。

## 関連キャラクター、オマージュなど
- 人工的に作られたゴジラとしては、メカゴジラ以前に『地球攻撃命令 ゴジラ対ガイガン』（1972年）でゴジラタワーが登場しており、資料によってはゴジラとゴジラが対峙するイメージがメカゴジラの原点になっていると解釈している[38]。
- ゲーム「スーパーロボット大戦シリーズ」では、メカゴジラをイメージしたメカギルギルガンが登場する[39]。
- 特撮テレビドラマ『幻星神ジャスティライザー』（2004年）では、メカゴジラをモデルとしたライゼロスが登場する[40]。
- 映画『ゴジラ FINAL WARS』（2004年）では、南極基地のシーンで初代メカゴジラのテーマソングがかかる。
- 横浜ベイスターズを経て中日ドラゴンズに所属した元プロ野球選手の佐伯貴弘は、松井秀喜に対抗して一時期「メカゴジラ」と名乗っていた。
- オリジナルビデオ『ウルトラ銀河伝説外伝 ウルトラマンゼロVSダークロプスゼロ』（2010年）では、『ウルトラマン』に登場した怪獣ゴモラをモデルとしたロボット怪獣メカゴモラが登場するが、その出現シーンは『ゴジラ対メカゴジラ』でのメカゴジラ登場シーンへのオマージュとなっている[41]。
- テレビアニメ『しあわせソウのオコジョさん』（2001年）では、第36話その2「オコジョVSメカオコジョ」[42]や第48話その2「メカオコジョの逆襲」[43]に初代メカゴジラのパロディとしてメカオコジョが登場し、正体を表す演出などでオマージュが行われている。